# Crocodylus johnsoni
El cocodrilo de Johnstone o cocodrilo australiano de agua dulce (Crocodylus johnstoni o Crocodylus johnsoni) es una especie de cocodrilo de pequeño tamaño que habita los humedales y ríos del norte de Australia, desde Australia occidental hasta la península del Cabo York, donde comparte el hábitat del cocodrilo marino. Se alimenta de peces, anfibios, pájaros y pequeños reptiles. Es famoso por ser capaz de trotar.

## Etimología y Taxonomía

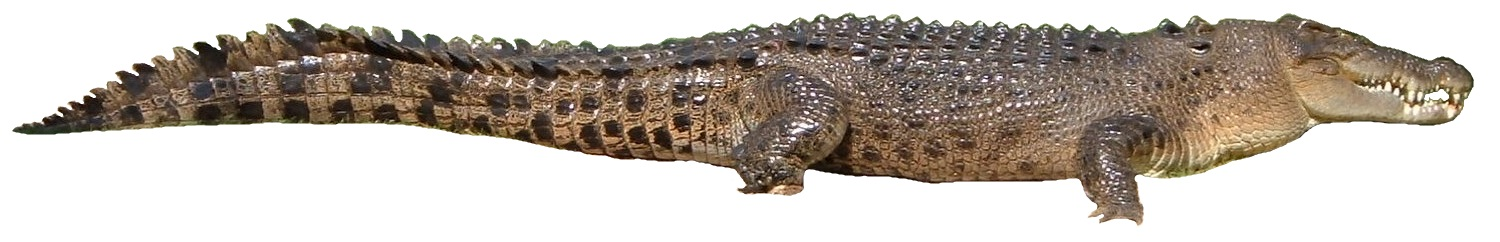
Cocodrilo de mar.

Cuando Gerard Krefft nombró a la especie en 1873, él tenía la intención de conmemorar al hombre que fue el primero en reportarla, el policía y naturalista australiano Robert Arthur Johnstone (1843-1905). Sin embargo, Krefft cometió un error al escribir el nombre, y durante muchos años la especie se ha conocido como C. johnsoni. Estudios recientes de los trabajos de Krefft han determinado la ortografía correcta del nombre, y gran parte de la literatura ha sido actualizada para el uso correcto. Sin embargo, ambas versiones todavía existen. De acuerdo con las reglas del Código Internacional de Nomenclatura Zoológica, es recomendable usar el epíteto johnstoni en lugar del original johnsoni.

## Galería

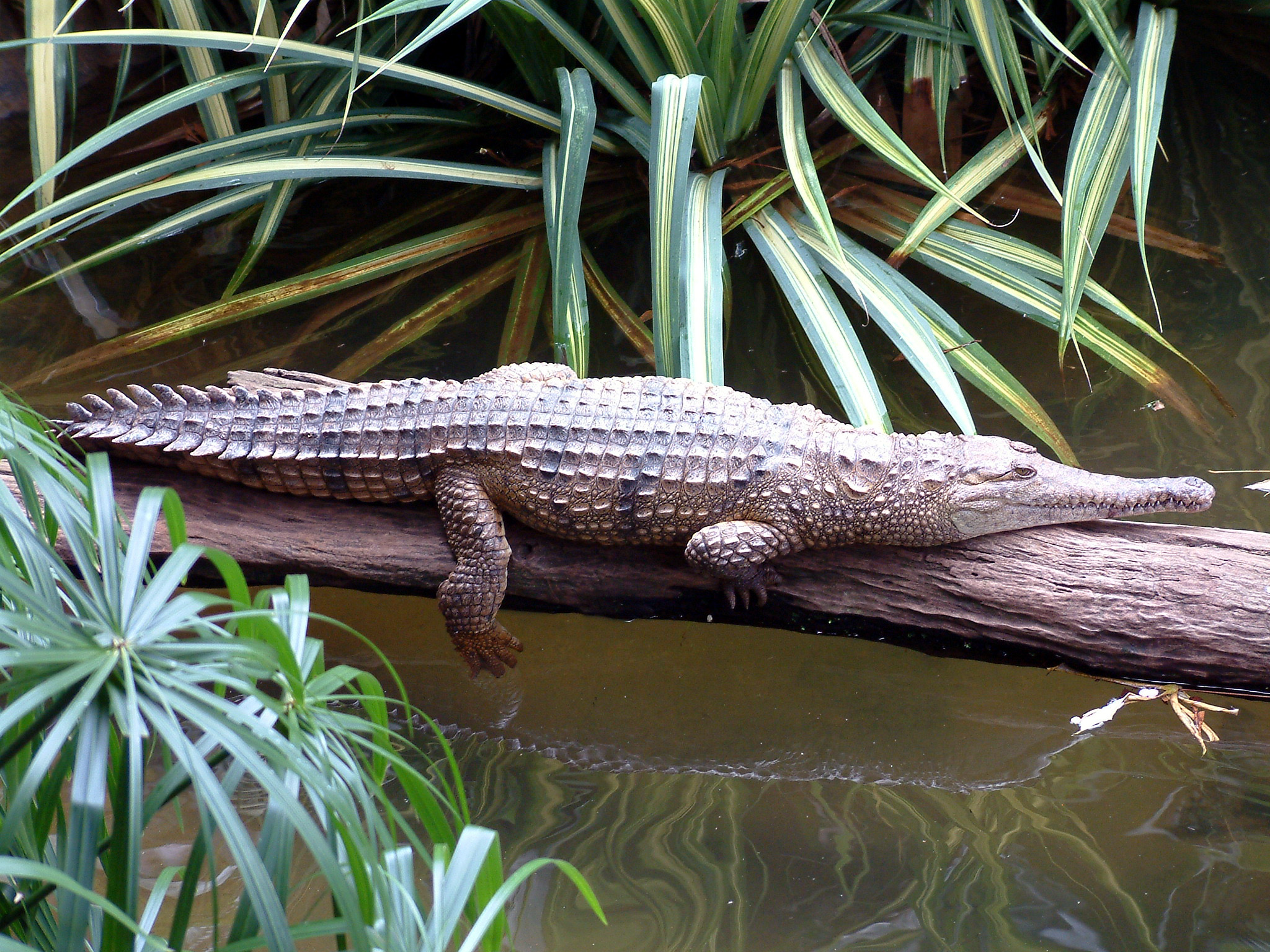
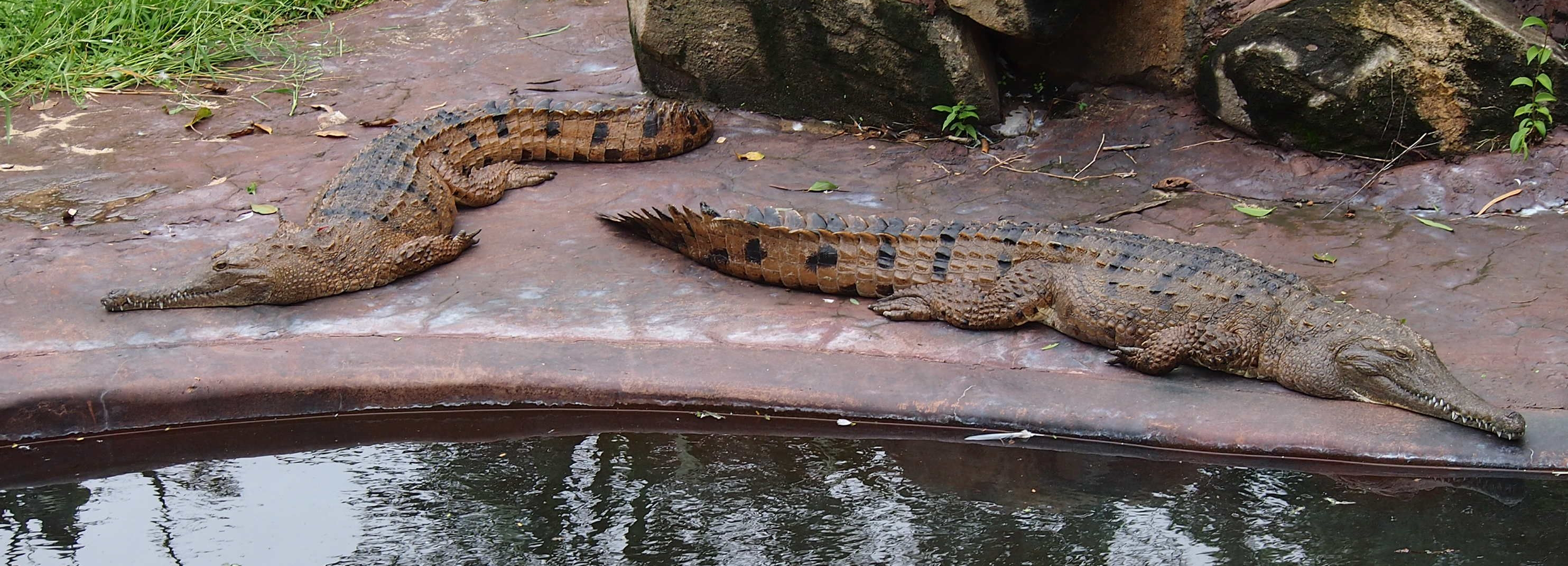